# ياسوهيرو يامامورا
ياسوهيرو يامامورا (باليابانية: 山村 泰弘) (18 أغسطس 1976 في آيتشي في اليابان – )؛ هو لاعب كرة قدم ياباني سابق كان يلعب كمدافع.

## وصلات خارجية
- ياسوهيرو يامامورا على موقع رابطة كرة القدم اليابانية للمحترفين (اليابانية)